# Caparrella
La Caparrella és una partida de l'Horta de Lleida, de Lleida, el Segrià.
Partida històrica, apareix documentada per primer cop el 1690. L'origen del seu nom es suposa en el superlatiu islàmic kabbara él-làh traduït "la taperera de Déu", és a dir, "la gran taperera".
La partida acull el Complex de la Caparrella on s'hi troben nombrosos estaments i organismes oficials com l'Institut Nacional d'Educació Física de Catalunya, part del Circuit de Lleida, la Sala Temàtica d'Arts Gràfiques de la Diputació de Lleida dins de la Impremta de la Diputació de Lleida, un centre de l'Escola Catalana de l'Esport, el Campus de la Caparrella de la Universitat de Lleida o l'IES Caparrella.
Limita amb les següents partides de Lleida:
- Al nord amb Sant Just (Lleida).
- Al nord-est amb Empresseguera.
- A l'est amb Mariola (partida).
- Al sud-est amb Plana de Gensana.
- Al sud amb Butsènit.
- A l'oest amb Malgovern.